# Rolieiro-de-sobrancelhas-brancas
Rolieiro-de-sobrancelhas-brancas ou rolieiro-de-sobrancelha-branca (Coracias naevius) é uma espécie de ave da família Coraciidae  que se distribui pela África subsariana.

## Taxonomia
Este rolieiro foi formalmente descrito em 1800 pelo zoólogo francês François Marie Daudin com o nome binomial Coracias naevia. A descrição de Daudin teve por base um espécime colhido no Senegal. O restritivo específico naevius provém do latim e significa "pintalgado" ou "marcado". Um estudo filogenético publicado em 2018 concluiu que este rolieiro é uma espécie próxima do rolieiro-de-raquetes (Coracias spatulatus).